# Pidmîhailivți, Rohatîn
Pidmîhailivți (în ucraineană Підмихайлівці) este localitatea de reședință a comunei Pidmîhailivți din raionul Rohatîn, regiunea Ivano-Frankivsk, Ucraina.

## Demografie
Componența lingvistică a localității Pidmîhailivți
     Ucraineană (99,75%)
     Alte limbi (0,25%)
Conform recensământului din 2001, majoritatea populației localității Pidmîhailivți era vorbitoare de ucraineană (99,75%), existând în minoritate și vorbitori de alte limbi.